# Christian Folin
Carl Christian Folin (* 9. Februar 1991 in Göteborg) ist ein schwedischer Eishockeyspieler, der seit Mai 2021 beim Frölunda HC aus der Svenska Hockeyligan (SHL) unter Vertrag steht. Zuvor verbrachte der Verteidiger zehn Jahre in Nordamerika und bestritt in dieser Zeit über 200 Partien für vier verschiedene Franchises in der National Hockey League (NHL).

## Karriere

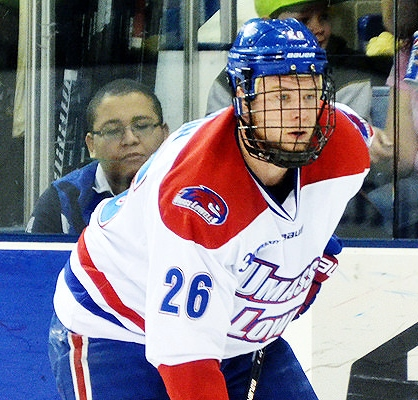
Folin im Trikot der UMass Lowell River Hawks (2014)

Christian Folin wurde in Göteborg geboren und durchlief in seiner Heimatstadt die Nachwuchs-Abteilungen des Frölunda HC. In den Saisons 2008/09 und 2009/10 spielte der Verteidiger für die U20-Mannschaft des Vereins in der J20 SuperElit, der höchsten Junioren-Liga Schwedens. Zudem absolvierte er 2010 einen einzigen Einsatz beim Hanhals IF in der Division 2, der vierthöchsten Spielklasse. Im Anschluss verließ Folin sein Heimatland, ohne bisher in einem NHL Entry Draft ausgewählt worden zu sein, und schloss sich mit Beginn der Spielzeit 2010/11 den Fargo Force aus der United States Hockey League (USHL) an. In Fargo absolvierte der Abwehrspieler zwölf Einsätze, ehe er zu den Austin Bruins in die eine Ebene tiefer angesiedelte North American Hockey League (NAHL) wechselte. Dort etablierte sich Folin und kam in der Saison 2011/12 auf 31 Scorerpunkte in 54 Spielen, sodass er sich im anschließenden Herbst an der University of Massachusetts Lowell einschrieb. An der UMass Lowell begann er ein Studium der Wirtschaftswissenschaften und spielte fortan für deren Eishockey-Team, die River Hawks, in der Hockey East aus dem Spielbetrieb der National Collegiate Athletic Association.
Bereits als Freshman gewann Folin mit den River Hawks die Meisterschaft der Hockey East, ehe er im Jahr darauf alle Verteidiger seiner Mannschaft in Punkten (20) anführte. Infolgedessen statteten ihn die Minnesota Wild aus der National Hockey League (NHL) im April 2014 mit einem Einstiegsvertrag aus und ließen ihn wenig später direkt in der NHL debütieren, wobei ihm eine Torvorlage gelang. In der folgenden Saison 2014/15 kam Folin auf 40 NHL-Einsätze, die er im Jahr darauf mit 26 Spielen nicht mehr erreichte, sondern auch regelmäßig bei den Iowa Wild zum Einsatz kam, dem Farmteam der Minnesota Wild aus der American Hockey League (AHL). Mit Beginn der Saison 2016/17 stand der Schwede erneut im NHL-Aufgebot der Wild.
Nach drei Jahren in Minnesota wurde sein auslaufender Vertrag nach der Spielzeit 2016/17 nicht verlängert, sodass sich der Schwede im Juli 2017 als Free Agent den Los Angeles Kings anschloss. In gleicher Weise wechselte er im Juli 2018 zu den Philadelphia Flyers. Dort konnte der Schwede die in ihn gesetzten Erwartungen jedoch nicht vollends erfüllen, sodass er im Februar 2019 gemeinsam mit Dale Weise zu den Canadiens de Montréal transferiert wurde. Als Gegenleistung wechselten Byron Froese und David Schlemko zu den Flyers.
Nach zehn Jahren in Nordamerika kehrte Folin im Dezember 2020 in seine schwedische Heimat zurück, wo er sich den Växjö Lakers aus der Svenska Hockeyligan (SHL) anschloss. Mit diesen feierte er am Ende der Saison 2020/21 den Gewinn des schwedischen Meistertitels. Anschließend kehrte der Verteidiger zur folgenden Spielzeit zu seinem Ausbildungsverein Frölunda HC zurück.

### International
Für sein Heimatland feierte Folin im Rahmen der Olympischen Winterspiele 2022 in der chinesischen Landeshauptstadt Peking sein Debüt im Trikot der schwedischen Nationalmannschaft. Mit der Mannschaft belegte er im Rahmen des Eishockeyturniers den vierten Platz.

## Erfolge und Auszeichnungen
- 2012 NAHL All-Central-Division Team
- 2013 Lamoriello-Trophy-Gewinn mit der University of Massachusetts Lowell
- 2021 Schwedischer Meister mit den Växjö Lakers

## Karrierestatistik
Stand: Ende der Saison 2023/24

### International
Vertrat Schweden bei:
- Olympischen Winterspielen 2022
- Weltmeisterschaft 2023

(Legende zur Spielerstatistik: Sp oder GP = absolvierte Spiele; T oder G = erzielte Tore; V oder A = erzielte Assists; Pkt oder Pts = erzielte Scorerpunkte; SM oder PIM = erhaltene Strafminuten; +/− = Plus/Minus-Bilanz; PP = erzielte Überzahltore; SH = erzielte Unterzahltore; GW = erzielte Siegtore; 1 Play-downs/Relegation; Kursiv: Statistik nicht vollständig)